# Покал
Покал (інколи теж Покол чи Покіл) - заплавне урочище, хутір на заплаві, а згодом — парк у Голосіївському районі міста Києва. Урочище Покал частиною ландшафтного комплексу Лисогір'я. Являє собою одну за найцінніших з природничо-ландшафтної точки зору територій Києва, що потребує негайного заповідання.

## Походження назви
Сама назва Покал, імовірно, походить від прикметника “покалений”, в сенсі замулений, непридатний до судноплавства. С. Вакулішин зазначає що ця назва походить від стародавнього «кал»=глина. Наявність на Дніпрі нижче Києва острова з такою ж назвою підтверджує думку про те, що назва ця походить від гідроніму.

## Формування
Основа цієї заплавної території утворилася в післяльодовикові часи, в місці спільної дії повноводніших пра-Дніпра та пра-Либіді, які відкладали тут свої наноси. В такий спосіб в районі від гирла Либеді до сучасної Галерної затоки утворилися кілька піщаних заплавних островів. До будівництва Дарницького залізничного мосту головне річище Дніпра проходило безпосередньо під Лисою горою. А від села Осокорки ближче до лівого берега розташовувалася група Галерних островів, починаючи від Микільського (Осокорянського) острова, що має видовжене подовження, яке зберіглося дотепер в якості сучасного острова Великий Південний. 
Після будівництва Дарницького залізничного мосту 1870 р. відбувається перетворення розташованих поблизу гирла р. Либідь островів на сучасне прибережне урочище Покал-Галерний острів. Головне русло Дніпра пройшло через старицю розташовану посередині острова Микільський, приблизно в місці з координатами 50.393683°, 30.585745°, відділивши від нього на півночі видовжений острів Верби, що фігурує на мапі 1914 р. З нього пізніше остаточно оформляться сучасні острови Малі та острів Великий Південний. Зміна напрямку головного русла призвела до поступового замулення та відмирання староріччя вздовж правого берега. Наразі від Лисогірського рукава залишилися фрагмент верхньої початкової частини - пізніше трансформована затока Дніпровська та в південній частині – болотисті низини урочища Покал. Великий острів (один з позначених на мапі 1871-73 рр. як «Остров Галерный» розташований біля гирла Либіді ближче до правого берега) в міру відмирання Лисогірського рукава з’єднався з правим берегом. Протока між ним та більшою частиною колишнього острова Микільський (другий з островів позначених на мапі 1871-73 рр. як «Остров Галерный») – також поступово відмирала (покалилася). Згодом це призвело до об’єднання обох масивів в сучасне урочище Покал-Галерний острів.

## Історія урочища
Топонім «Покал» вперше зафіксовано на плані Києва 1902 р. Таірова. Тут нижче лінії залізниці Київ-Дарниця наявний лаконічний підпис: «Остров Покалъ-Галерный».
Не оберненої трансформації долина Либіді зазнала під час реконструкції київської каналізаційної системи. Після закінчення ресурсу першої Шонівської каналізаційної мережі Києва відбулася реорганізація каналізаційної системи верхнього міста, яка була закінчена 1909 р. При цьому в долині Либіді було прокладено самопливний каналізаційний канал (чавунну трубу майже метрового діаметру), який скидав води в Дніпро в районі Видубичів після їх очистки на мулах ставків в районі Лисої гори. Для вилучення мулу з ставків-відстійників було побудовано нову Звіринецьку насосну станцію. Сюди було спрямовано усі стоки, окрім Подільських. Загалом, тут мали створити нові поля, однак їхнє облаштування і прокладення до них колектора «батьки міста» відклали на потім. А тим часом ж поблизу гирла річки Либіді влаштували скидання стоків просто до Дніпра. Щоправда, нечистоти проходили сяке-таке очищення в спеціальних відстійниках.
Станом на 1930-40 рр. Лисогірський рукав фактично відмер. На схід від Корчуватської промзони, розміщені по колишній трасі цього рукава тягнулися болотисті дліянки. Це викликало зміну конфігурації гирла річки Либідь, що змушена, звиваючись, пробиватися через перевідкладений біля правого берега матеріал сучасного урочища Покал до Дніпра. Виникла велика низинна заплавна територія, яка тягнулася від Дарницького залізничного мосту до решток вищевказаного рукава – Чернечої (сучасної Галерної затоки) та включала сучасні урочища Нижня Теличка, Покал та Галерний острів. Дана територія мала заплавний характер та затоплювалася водами Дніпра навесні. При цьому озера стариці ставали протоками. Це призводило до відкладання піщаних валів та виникнення тимчасових річищ. На мапі 1932 р. Покал має позначки висоти від 90,2 до 94,8 м, а на південь від промислової зони на Теличці знаходилися піщані дюни.
Урочища Покал та Галерний острів потрапили в перелік територій включених до розробки Генерального плану м. Києва 1936 р. Тут планувалися гідронамив вище позначок затоплення, створення портових ковшів та регуляція нижньої течії Либіді.
Німецька мапа 1943 р. вдруге презентує назву «Покал», але цим разом для позначення забудови на території найбільш західного з, імовірно, Галерних островів, що на мапі підписана як «Hof Pokal» (Двір Покал). Цей хутір знаходиться нижче гирла річки Либідь. Можливо виникнення цього хутора пов’язано з функціонуванням насосу для викачування мулу з розташованих тут озер, де відстоювалися фекальні стоки діючої до кінця 1960-х рр. Либідської системи каналізації. С. Вакулішин вказує, що Покіл – хутір серед дюн заплави Дніпра нижче гирла Либіді. Виник на зламі 20-30-х рр. 20 ст., назва – з 2-ї половини 1930-х рр. Станом на 1932 р.  мав понад 20 дворів.
На німецькій мапі 1943 р. на схід від нового гирла Либіді на східному узбережжі новосформованого правобережного заплавного масиву показаний також хутір Острів - «Hof Ostriw», який попередньо 1932 р. носив назву Осокорки. На радянських мапах 1943 та 1945 рр. урочище Покал на цих мапах ще не порушене забудовою. Лише на півночі, на Теличці, на мапі 1943 р. зазначено деревообробний комбінат. На південь від нього на територію урочища входять дві дамби, якими проходили дороги. Хутір Покал не підписаний, хоча представлений під кручею Лисої гори, в той же час хутір Острів з німецької мапи підписаний як Осокорки.

На мапі 1960 р. позначені хутори Покал та хутір П’ятихатки (частина селища Острів). Під кручею Лисої гори до Мишоловки окрім залізниці прокладено шосе – продовження Набережно-Печерського шосе. По його східному краю влаштовано сади та паркову зону. В деяких джерелах повідомляється, що в урочищі Покал у 1981 р. закладається лугопарк площею 120 га, який так і не отримав подальшого розвитку. С. Вакулішин підтвержує що закладання цього парку на площі 55 га відбулося ще на початку 1960-х рр. Навпроти хутора Покал та на озері Єрик  під правобережною кручею показано водокачки. 

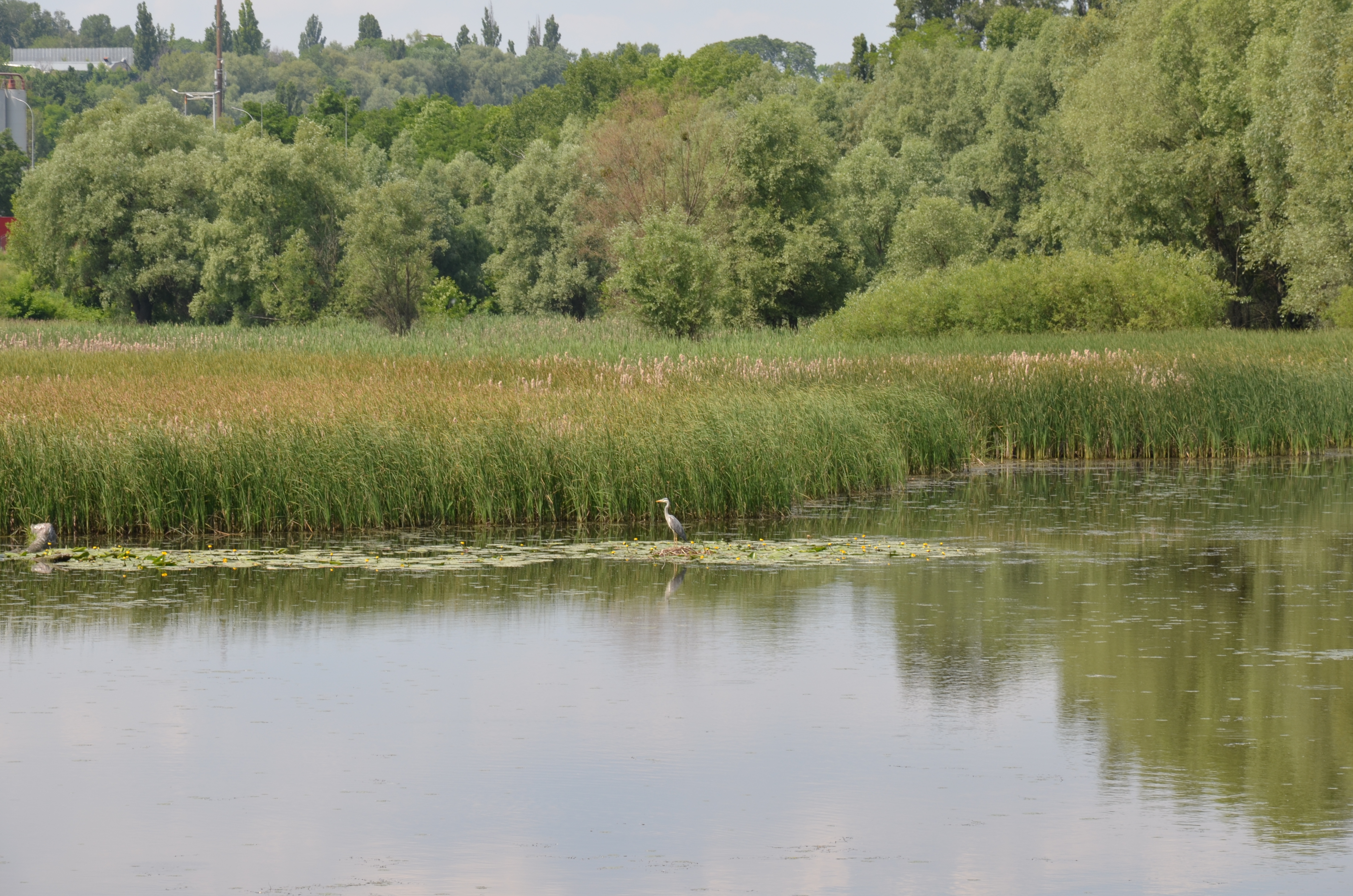
Парк Покол, Київ

Трансформація району гирла Либіді – Покалу – Галерного острова посилилася також після побудови Київської ГЕС  1964 р., що загамувало весняні повені. Станом на 1966 р. північна частина Покалу забудовувалася промзоною з назвою Комсомольське. Дана промзона була пов’язана з будівництвом ТЕЦ-5, яке розпочалося наприкінці 1960-х років.
На лоції 1982 р. на південь від затоки Будіндустрії до Дніпра впадало нове прокладене через Покал спрямлене русло річки Либідь. В 1970-х рр. споруджується також скидний канал гарячих вод ТЕЦ-5 та відстійники перед впаданням в Дніпро біля сучасного півострова Гострий.  Він має наступні виміри: довжина 2 км, ширина 25 м. З середини 1970-х рр. він використовувався для розведення риби в технологічно теплій воді. В цей же час на території Покалу, на схід від Наддніпрянське шосе будується також каналізаційно-насосна станція «Мишоловська». Біля східного узбережжя урочища П’ятихатки (частина Покалу) згідно лоції 1982 р. знаходився «рейд Б» для барж та сухогрузів.
На радянських планах Києва 1980-90-х рр. показані  залишки не підсипаного, але трансформованого закладкою парку урочища Покал, що протягнулися вздовж Наддніпрянського шосе та скидного каналу ТЕЦ-5.
На схемах Києва 1989 та 1991 рр. на території житлового масиву Острів-Комсомольське вулична мережа теж підписана як вулиця Промислова. Нижче гирла річки Либідь знаходилися два нових квартали, південний з яких називається по старому П’ятихатки. Біля них з’явилася нова затока. Нижче показано скидний канал ТЕЦ-5.

Фрагмент детального плану території Києва 2000-х рр. демонструє стан досліджуваних урочищ станом на початок третього тисячоліття. В цей час риборозплідне господарство та парк Покал було закинуто і вони стрімко почали заростати, перетворюючись на рай дикої природи посеред міста багатий на рідкісні види флори та фауни.  

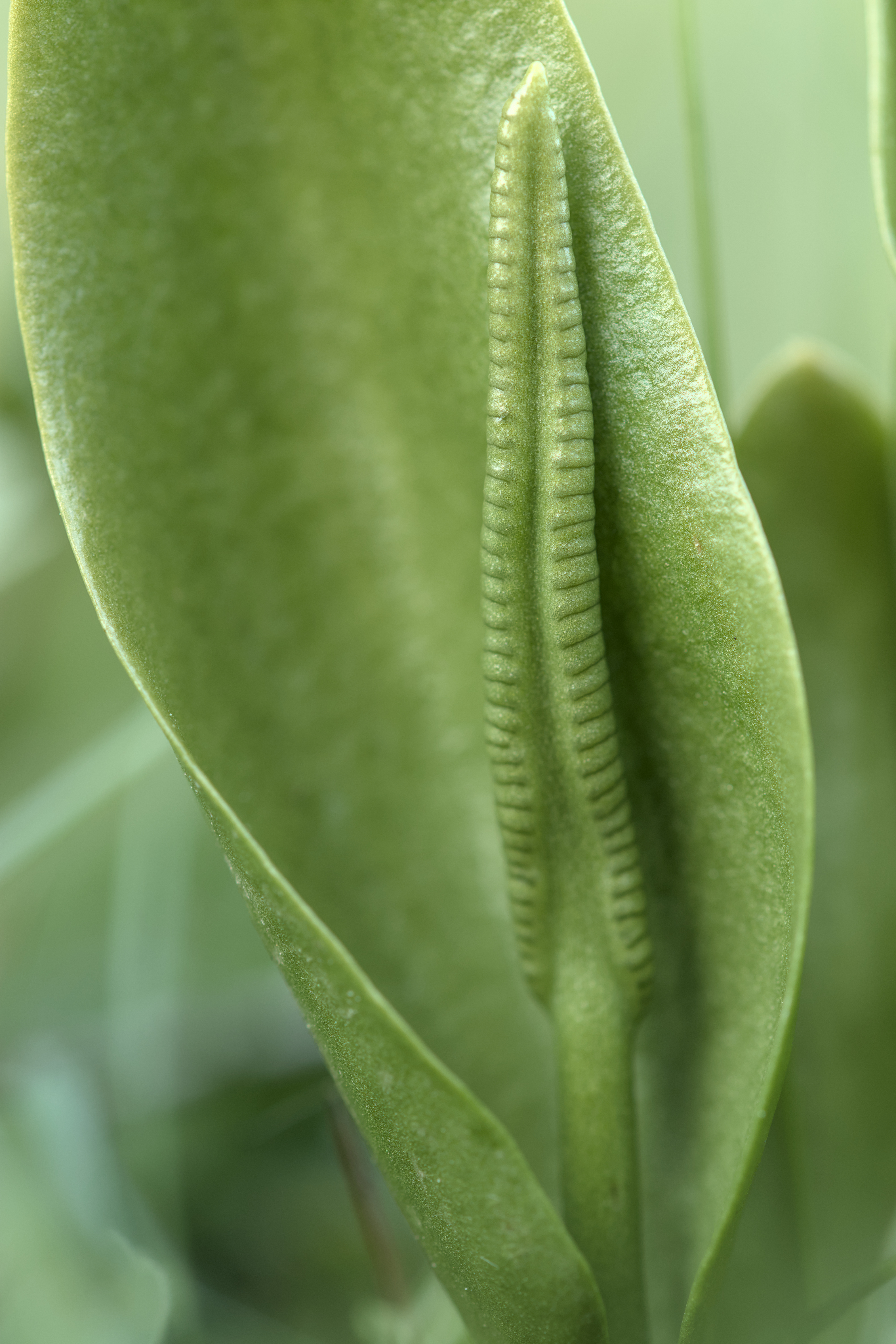
Вужачка звичайна - незважаючи на свою назву давно вже рідкісна

## Природна цінність
Наразі терен урочища Покал являє собою надзвичайно дикий закуток київської природи. Після зарегулювання Дніпра та припинення щорічного затоплення піщані поверхні перевідкладених до правого берега колишніх Галерних островів — сучасного Покалу заросли листяним лісом.
Відповідно до природних умов тут сформувалися екосистеми заплавних лісів – ландшафту, що по всій Європі перебуває під загрозою. Тутешні ліси формуються самосівом на вологих піщаних ґрунтах, в умовах значного підтоплення. Деревостани сформовано здебільшого вербою білою та осокором, рідше зустрічаються біла тополя, осика, а в прибережній смузі – верби сіра та тритичинкова. Чагарниковий ярус сформований переважно свидиною криваво-червоною  та аморфою кущовою. Трав’янистий покрив знижень представлений вологолюбною болотистою флорою. Тут трапляються надзвичайно цінні види рослин, такі як оригінальна і дуже давня папороть вужачка звичайна, яка охороняється на території м. Києва рішенням Київради № 219/940 від 29 червня 2000 р. і рекомендована до внесення до Червоної книги України, а також орхідеї — коручка чемерникова та коручка болотяна, включені до Червоної книги України. Всі ці види до того ж представлені великими та надзвичайно життєздатними популяціями. В тутешньому лісі виявлено також надзвичайно рідкісну, занесену до Червоної книги України орхідею жировик Льозеля. 2020 р. в урочищі знайдено також червонокнижні пальчатокорінник м'ясо-червоний, зозулині сльози яйцевидні та любку (Platanthera sp.). 

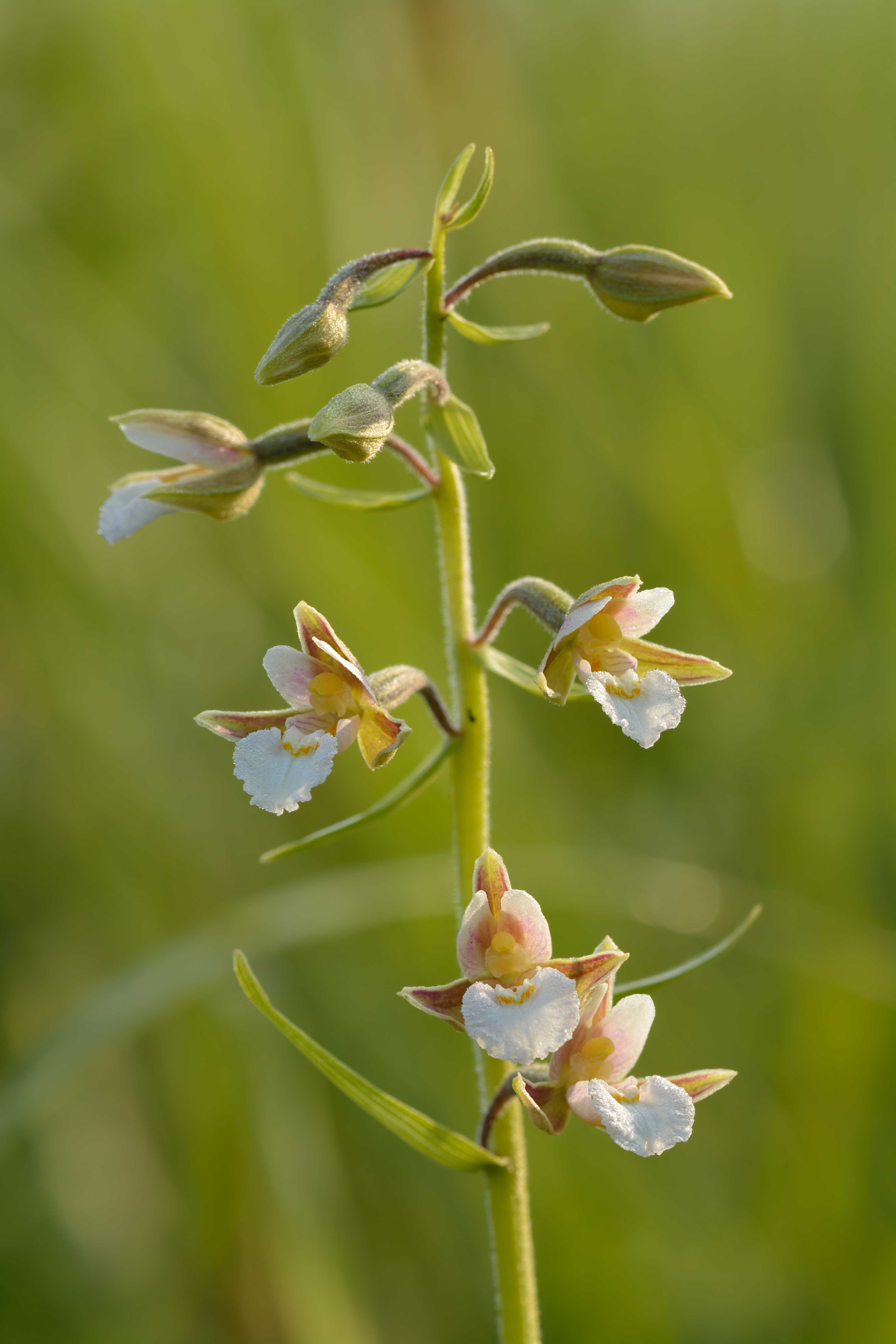
Коручка болотяна (Epipactis palustris)

У складі флори мохів урочища Покал 04.05.2019 р. виявлено Leskea polycarpa, Ceratodon purpureus, Brachythecium salebrosum, Brachythecium rutabulum, Platygyrium repens, Orthotrichum speciosum, Syntrychia ruralis, Hypnum cupressiforme, Amblystegium serpens, Orthothrichum pumilum, Bryum moravicum, Pylasia polyantha, Polytrichum piliferum, Pleurozium schreberi та Bryum caespiticium.
Тутешні деревостани дають можливість для гніздування великій масі горобиних птахів. Тут також зберігається велика популяція соловейка східного (Luscinia luscinia). З рідкісних птахів, що охороняються додатками до Бернської конвенції в урочищах відмічені болотяна (Asio flammeus), сіра (Strix aluco) та вухата сови (Asio otus), хатній сич (Athene noctua), великий яструб (Accipiter gentilis), голубий рибалочка (Alcedo atthis) та сіра куріпка (Perdix perdix).
На території об’єкту зафіксований заєць сірий.

## Забудова житловим комплексом

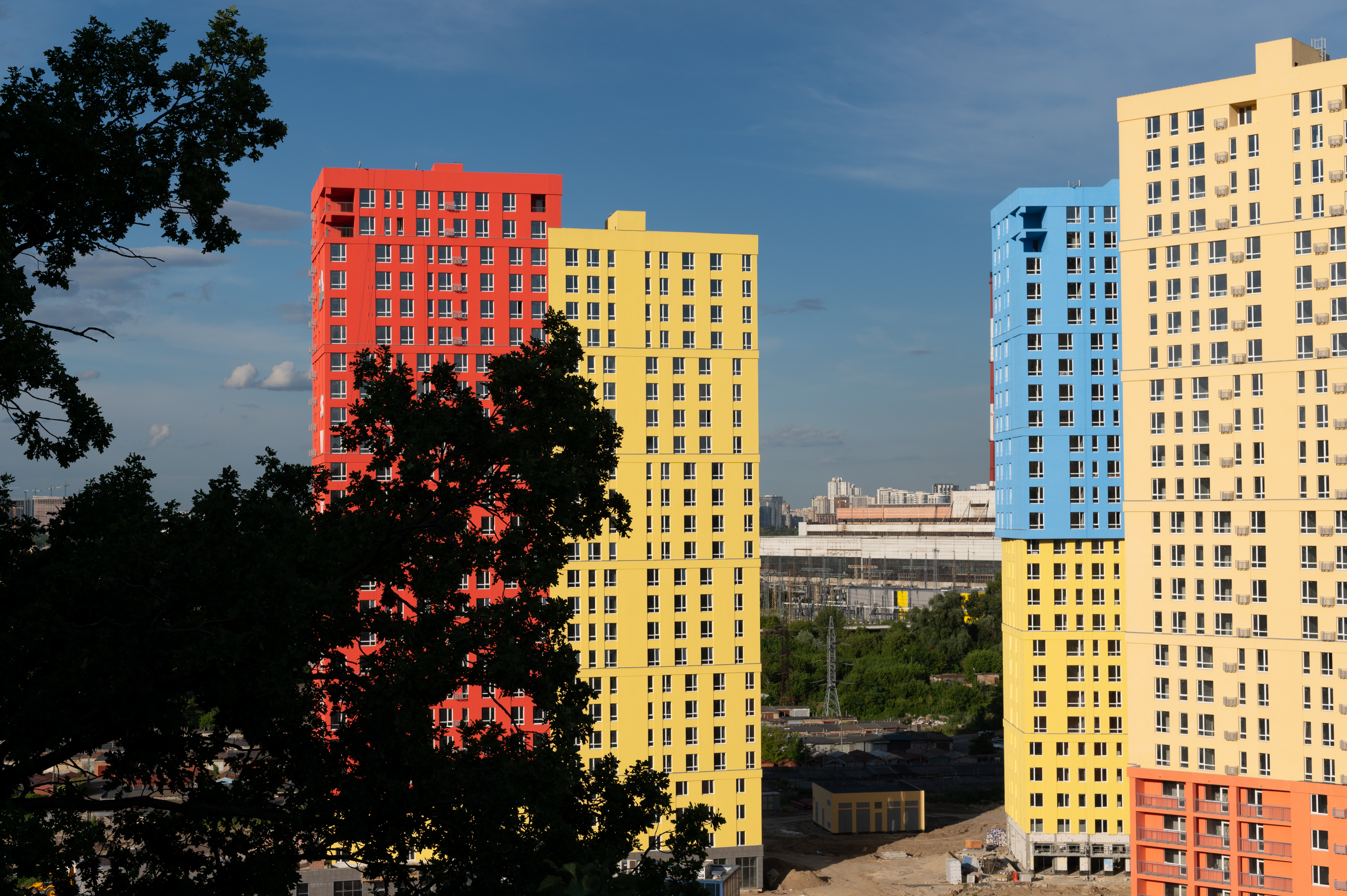
Будівництво ЖК SVITLO PARK

Земельна ділянка на території урочища Покол була виділена Київрадою в грудні 2007 року в оренду ТОВ «Еквілібріум Трейд» на забудову 20,2 га урочища офісними комплексами та готелями. У лютому 2010 року почалося вирубування дерев, що викликало хвилю протестів серед киян. Прокуратура порушила кримінальну справу, але, попри це, у квітні того ж року вирубування продовжилось. При перевірці дозвільних документів виявилося, що в них було вказано іншу адресу — Наддніпрянське шосе, та інший район — Печерський. СБУ порушила кримінальну справу по факту втручання у земельний кадастр. У лютому 2012 року Господарський суд м. Києва задовольнив позов київської прокуратури та заборонив будівництво у парку Покол. У результаті протиправних дій забудовника втрачено 480 дерев. Забудовник подав апеляційну скаргу. Вища судова інстанція винесла рішення на користь ТОВ «Еквілібріум Трейд». У травні 2017 року замовнику будівництва ДАБІ видала дозвіл на проведення робіт. У листопаді минулого року орендар земельної ділянки вніс зміни в документи. Наразі ведеться будівництво великого житлового комплексу "SVITLO PARK" в партнерстві з інвестором - компанією «Київміськбуд», і генеральним підрядником - ТОВ «Укрбуд Інвест», ТОВ «Еквілібріум трейд».

## Необхідність збереження
Доля надзвичайно цінних природничо залишків території урочища Покал та Галерного острова її все ще залишається непевною. У 2000-х рр. запропоновано створення ландшафтного заказника місцевого значення «Покал-острів Галерний» загальною площею 177,5 га. Після створення заказника, зважаючи на історичну і ландшафтну єдність урочищ Покал та Галерний острів та їх заплавне походження доцільно було б включити їх до проектованого Національного природного парку «Дніпровські острови».

## Вулиця Покільська
Вулиця Камишинська, що знаходиться поруч із урочищем, з 2022 року перейменована на Покільську.

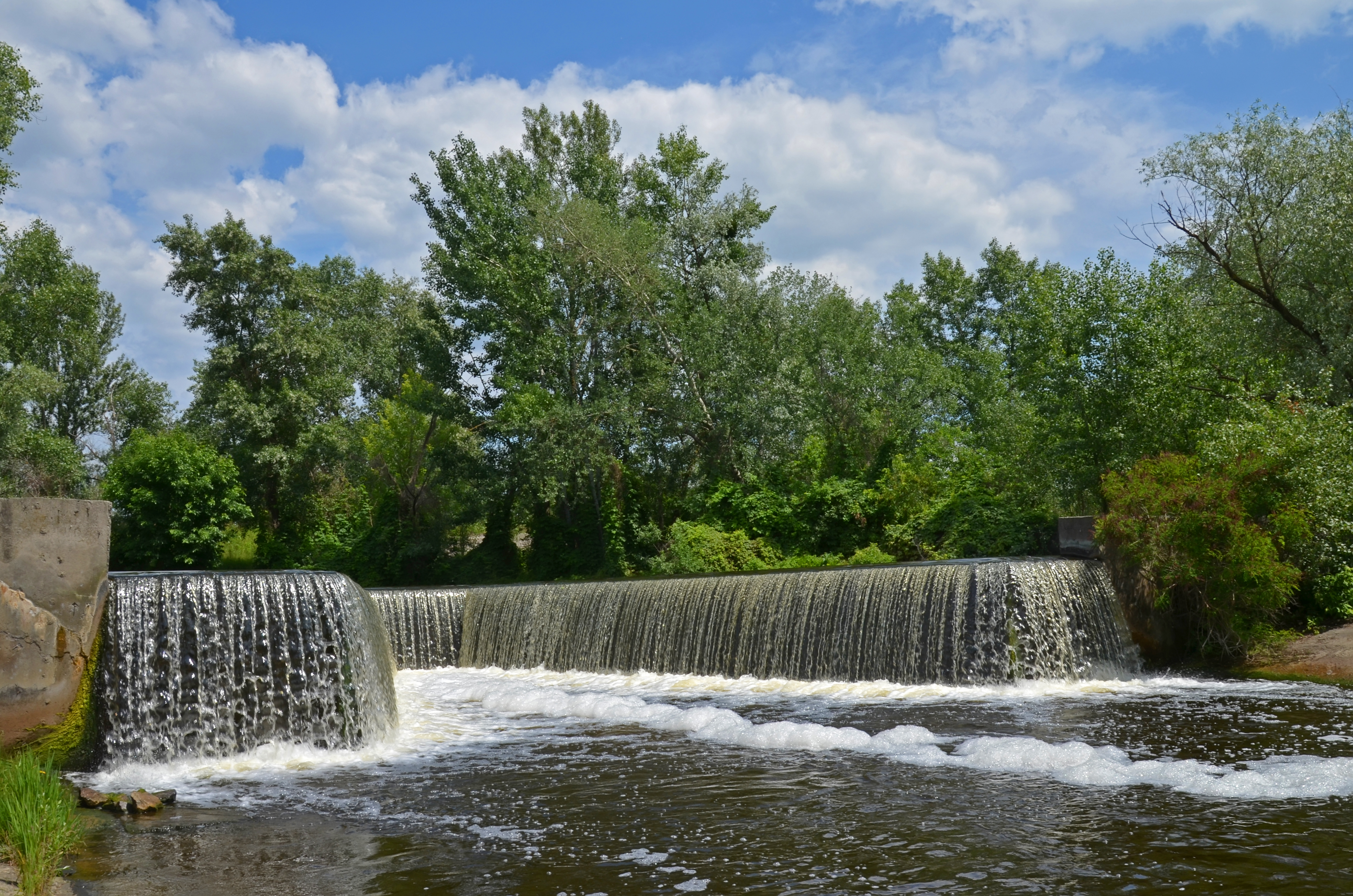
Київський водоспад, парк Покол

## Цікавинки
- Штучний водоспад на скидному каналі ТЕЦ-5
- У районі нового гирла Либіді досі збереглися рештки садиб колишнього наддніпровського селища – хутора Острів.